# Суссекс (порода курей)
Суссекс, або Сассекс (анг. Sussex)— порода курей яєчно-м'ясного напрямку продуктивності. Визнано вісім забарвлень, як для птиці стандартного розміру, так і для бантам. Асоціація породи, Клуб породи Сассекс, була організована в 1903 році.

## Історія
Дана порода була виведена в Англії фермерами графства Суссекс на базі порід доркінг, корніш, білий кохінхін, брама світла, орпінгтон і місцевих курей.
В силу різноманітності селекційного матеріалу було виведено кілька різновидів суссекс, що характеризуються головним чином колірною відмінністю оперення. У Великій Британії інтерес до вирощування курей суссекс великий настільки, що існує клуб фермерів, які займаються розведенням і поліпшенням цієї породи досі, продовжуючи сімейні фермерські традиції. Клуб утворився ще в 1903 році, але зниження активності його членів поки не спостерігається. Відлік селекції курей суссекс ведеться з 1961 року, коли їх вперше завезли з Великої Британії. На генетичній основі «англійок» виведені місцеві породи — першотравнева і адлерська срібляста, які дуже близькі до прародительки, але краще адаптовані для місцевих умов..
В Україні птиця цієї породи розводиться «в собі» протягом багатьох генерацій, тому в ІП УААН проводиться племінна робота щодо «прилиття крові» та поліпшення екстер'єрних і господарчо-корисних ознак.

## Характеристика

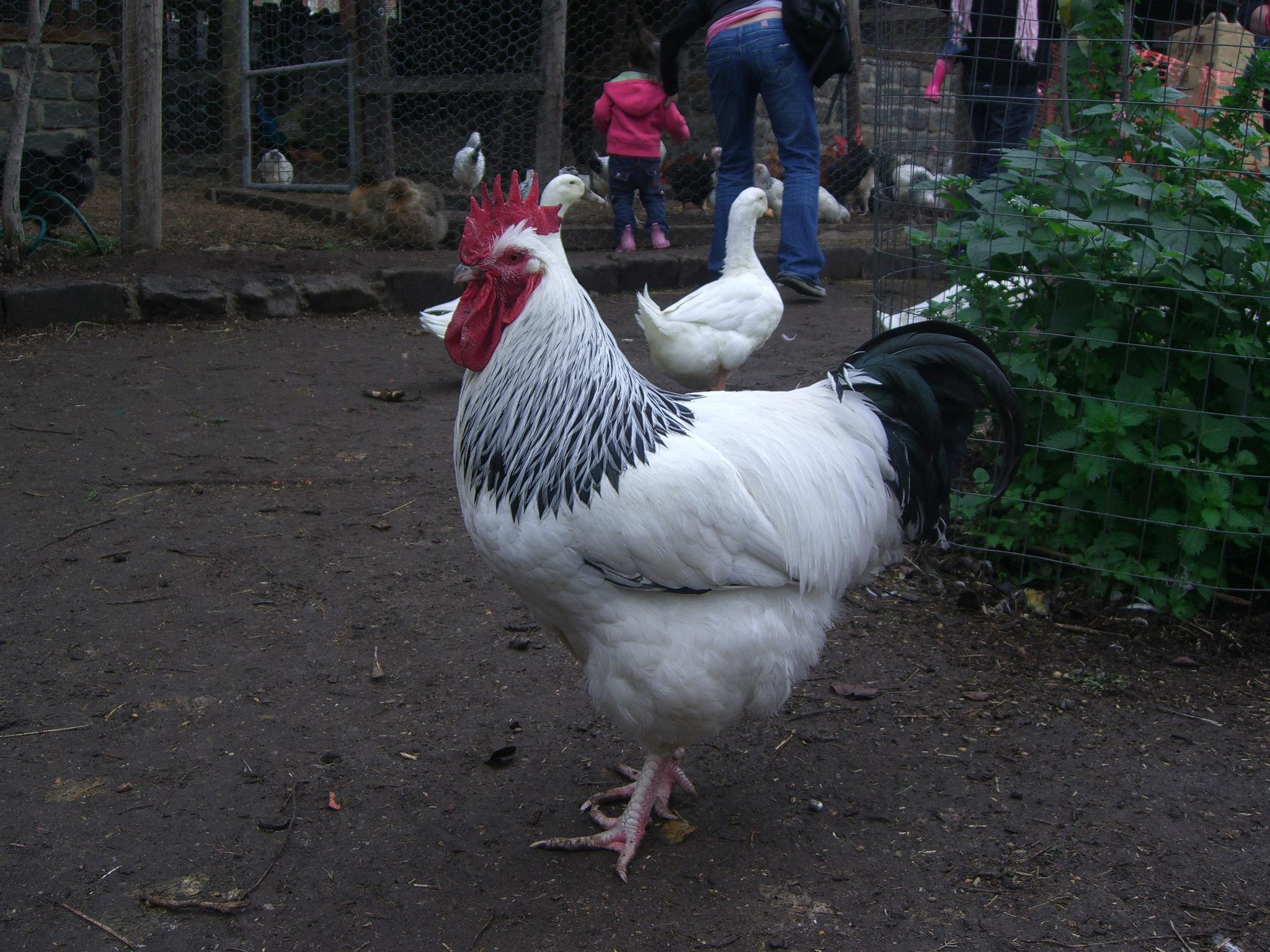
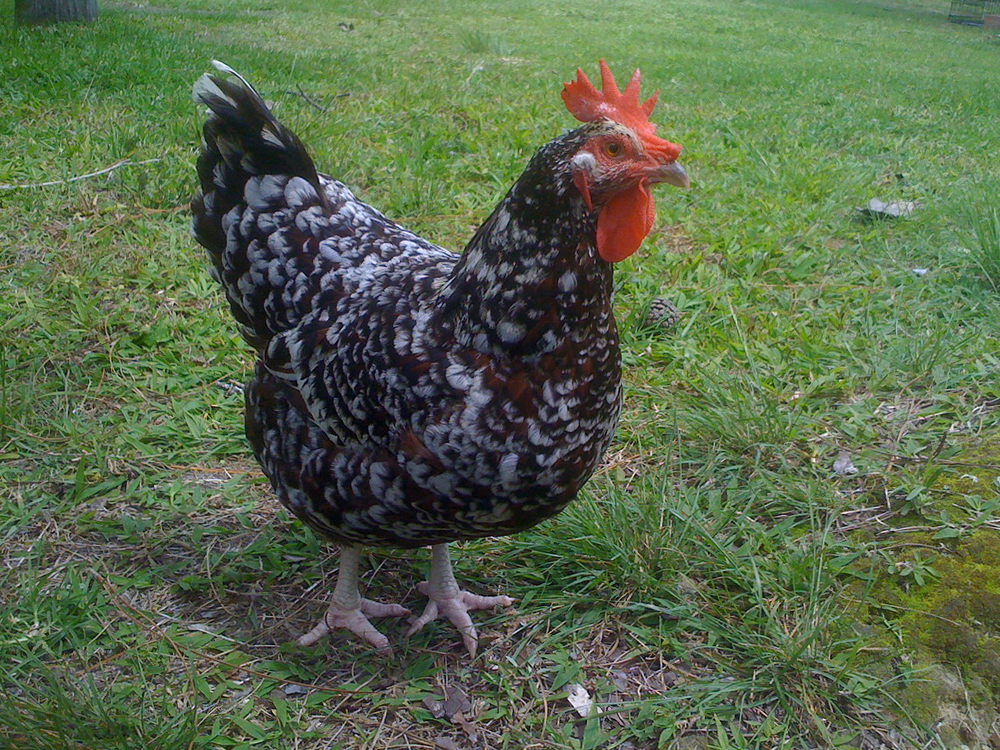
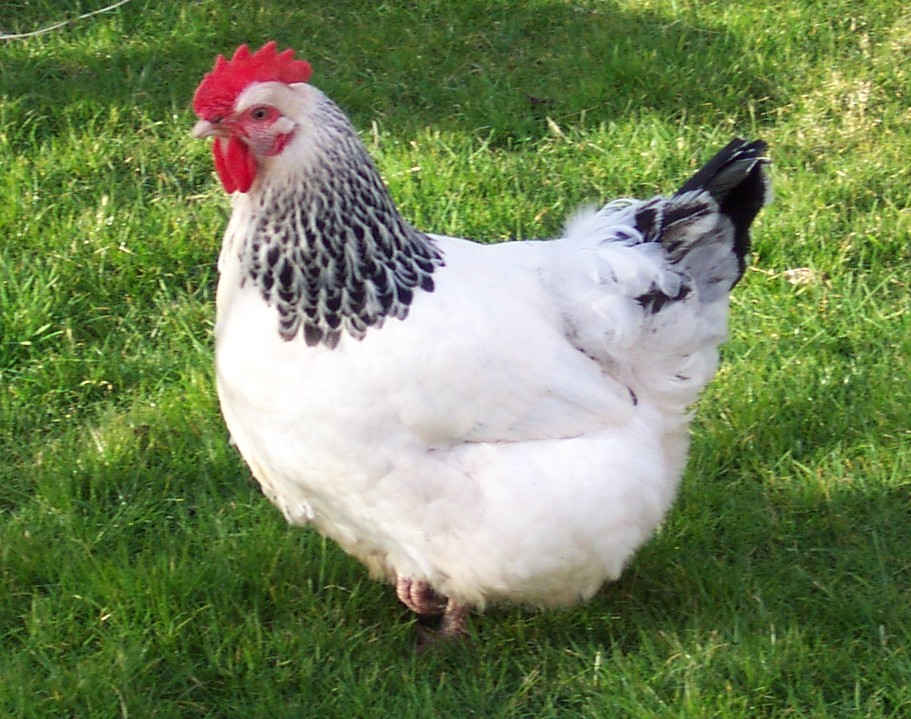
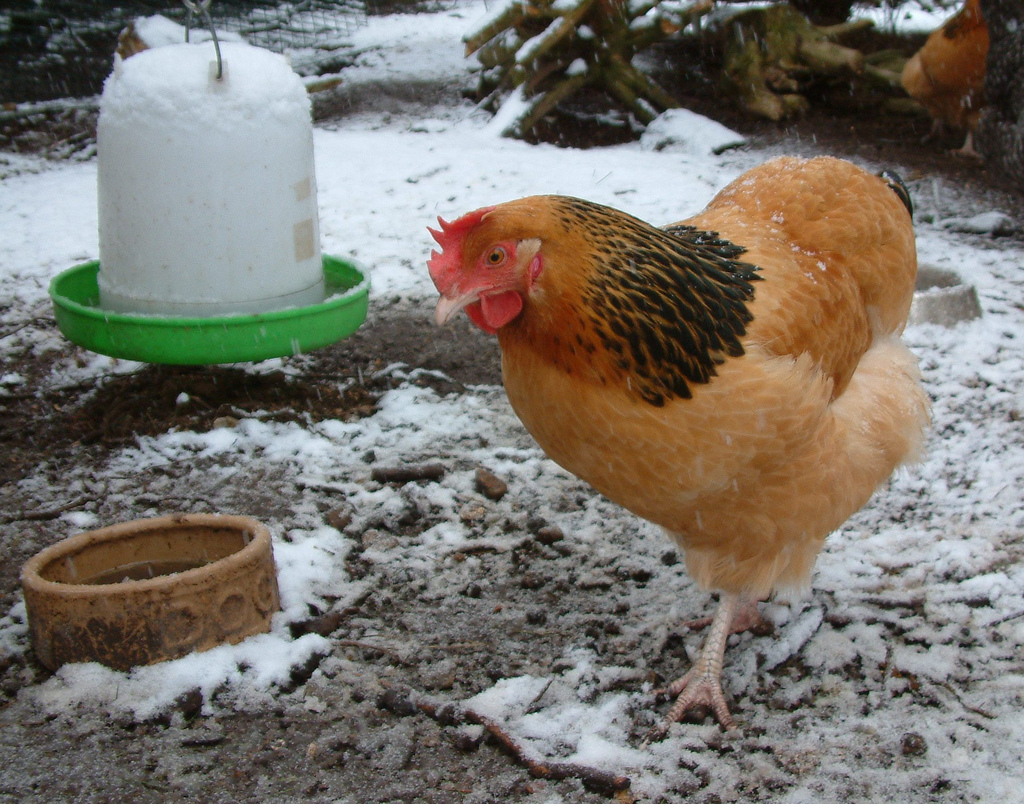

Практично завжди зустрічаються птахи зі світлим кольором пір'я, за винятком декількох строкатих видів. У селекційному відборі заводчики суссекс експериментують переважно з оперенням гриви і хвоста, однак ген сріблості залишається незмінним і «недоторканним» атрибутом породи. Він передається від несучки тільки курчатам-півням.

### Суссекс світлий
Порода курей суссекс світлий має наступні характеритики:
- тулуб широкий і глибокий квадратної форми;
- голова невелика, широка і глибока;
- дзьоб світлий з темним;
- Гребінь листоподібний, невеликий (ген r);
- вушні мочки червоного кольору;
- шия коротка і товста;
- спина пряма, широка;
- грудні м'язи добре розвинуті, глибокі;
- крила невеликі, щільно прилягають до тулубу;
- ноги короткі міцні, рожево-білого кольору;
- хвіст середньої довжини, з розвинутими косицями у самців.

### Темперамент
Птиця відрізняється спокійним темпераментом, більш пристосована до утримання на підолзі. Добові курчата вкриті сріблястим пухом, активні.

## Продуктивність
- Несучість — 180—190 яєць, маса яєць складає 58-59 г. Колір шкарлупи — світло-коричневий та кремовий.
- Жива маса курей — 2,5 кг, півнів 3,4 кг.
- Життєздатність та відтворні якості — високі.